# Alfa Romeo 147
Alfa Romeo 147 (Альфа Ромео 147) — хетчбек класу C, що випускався автомобілебудівною компанією Alfa Romeo. Всього було виготовлено 651 823 автомобілів Alfa Romeo 147.

## Опис

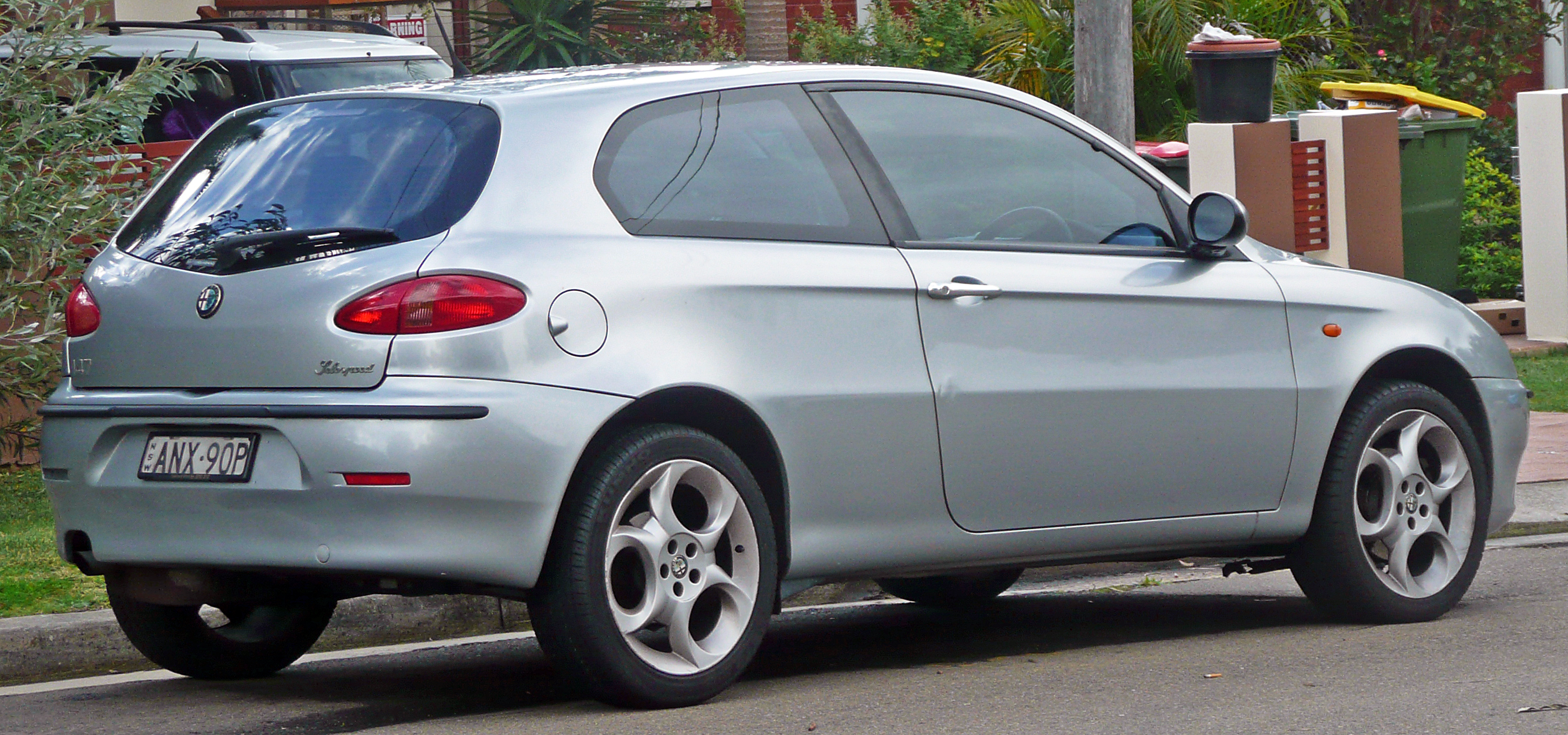
Alfa Romeo 147 (2001–2004)

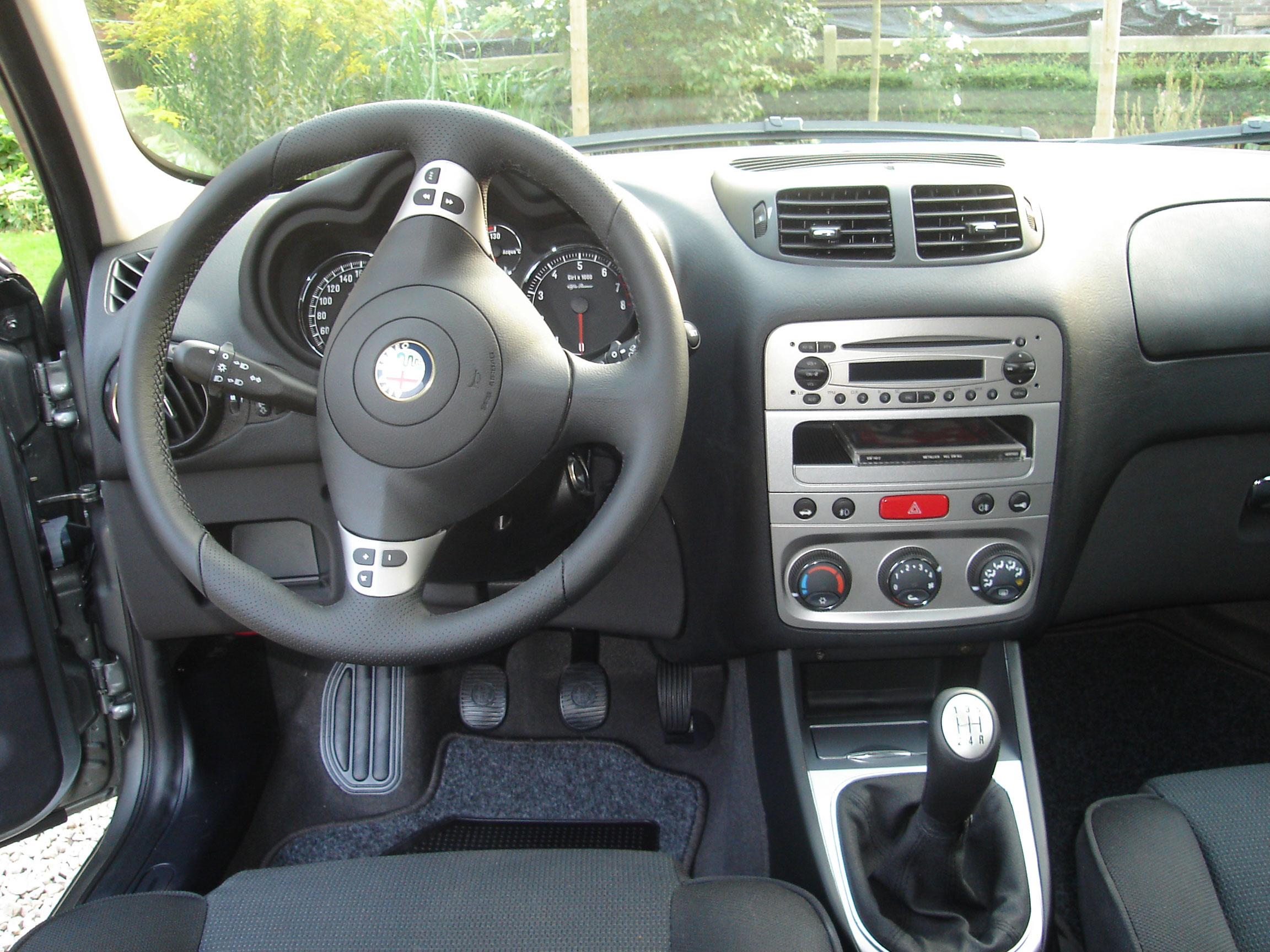

Вперше автомобіль був представлений на автошоу в Турині 8 червня 2000 року з трьохдверним кузовом. Європейське журі привласнило моделі титул «Автомобіль 2001 року». У 2001 році представлена п'ятидверна модифікація.
Можливі три варіанти 4-циліндрових 16-клапанних бензинових двигунів з системою twin spark (по дві свічки на кожен циліндр, призначених для збільшення спалювання суміші): 1,6-літровий потужністю 105 к.с., 1,6 л - 120 к.с., 2,0 л - 150 к.с., а також 1,9-літровий фіатівський дизельний мотор покоління JTD потужністю від 100 до 170 к.с. Дизель оснащений системою Common-Rail і турбонаддувом зі змінною геометрією. 

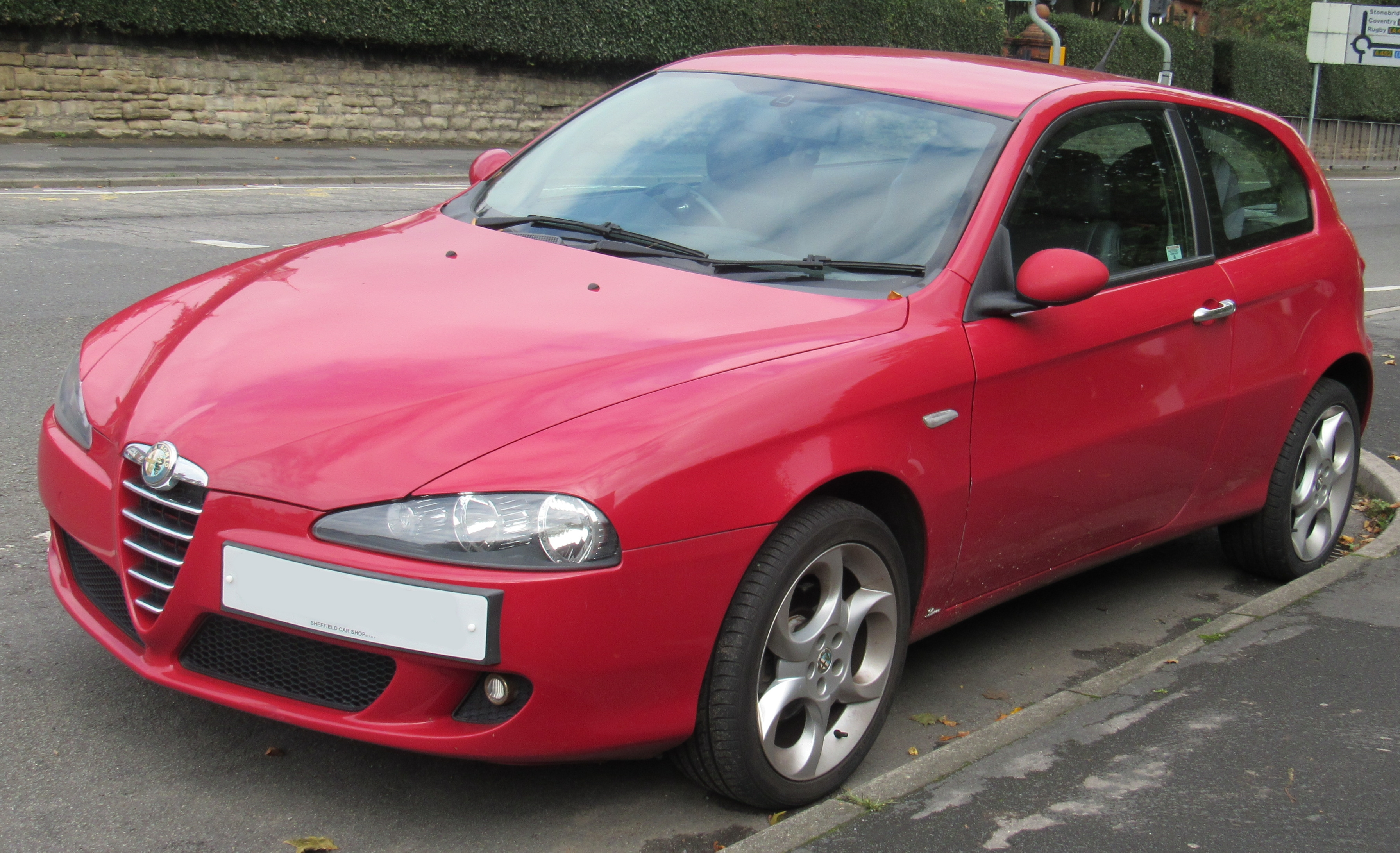
Alfa Romeo 147 (2004–2006)
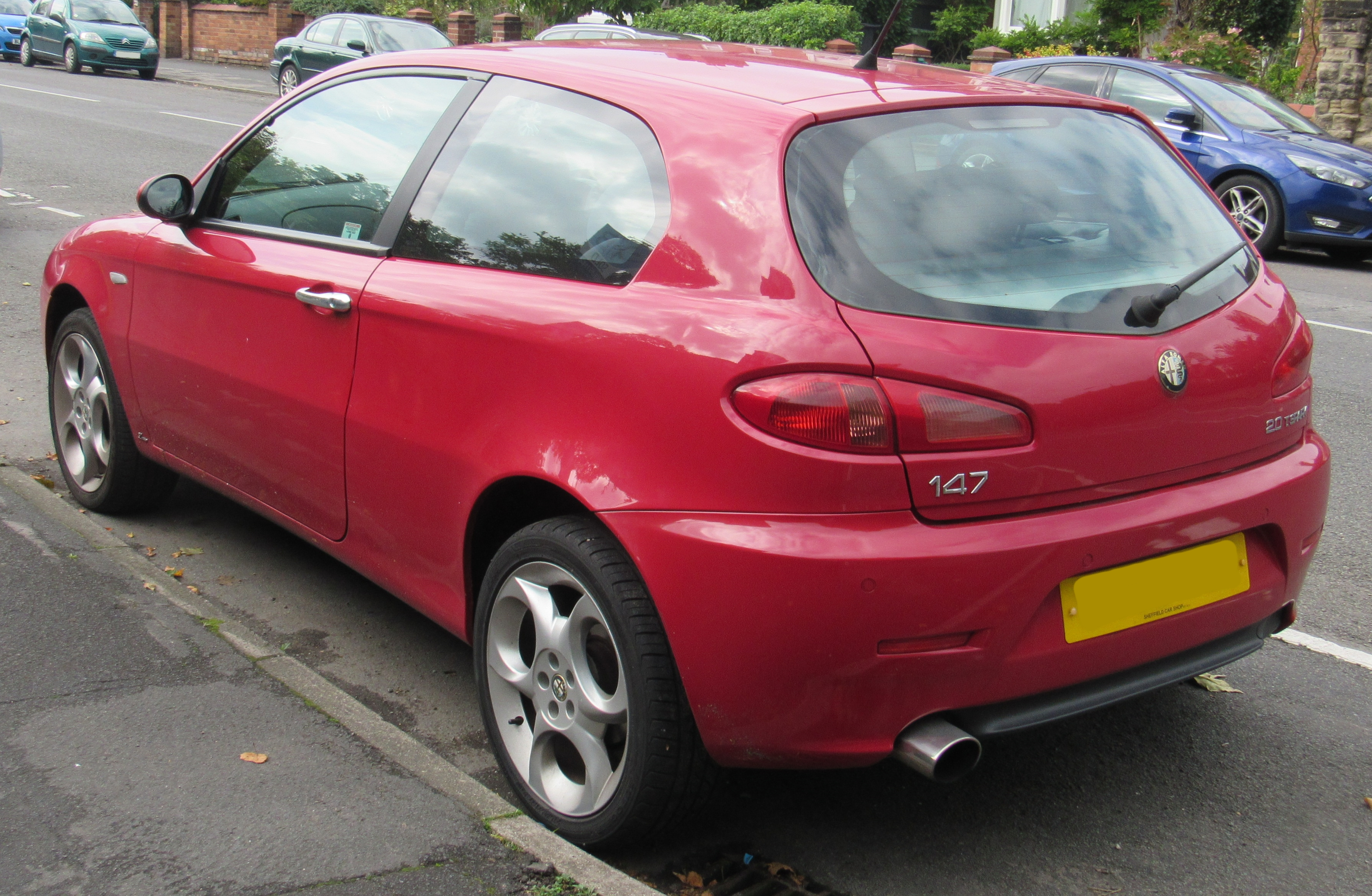
Alfa Romeo 147 (2004–2006)
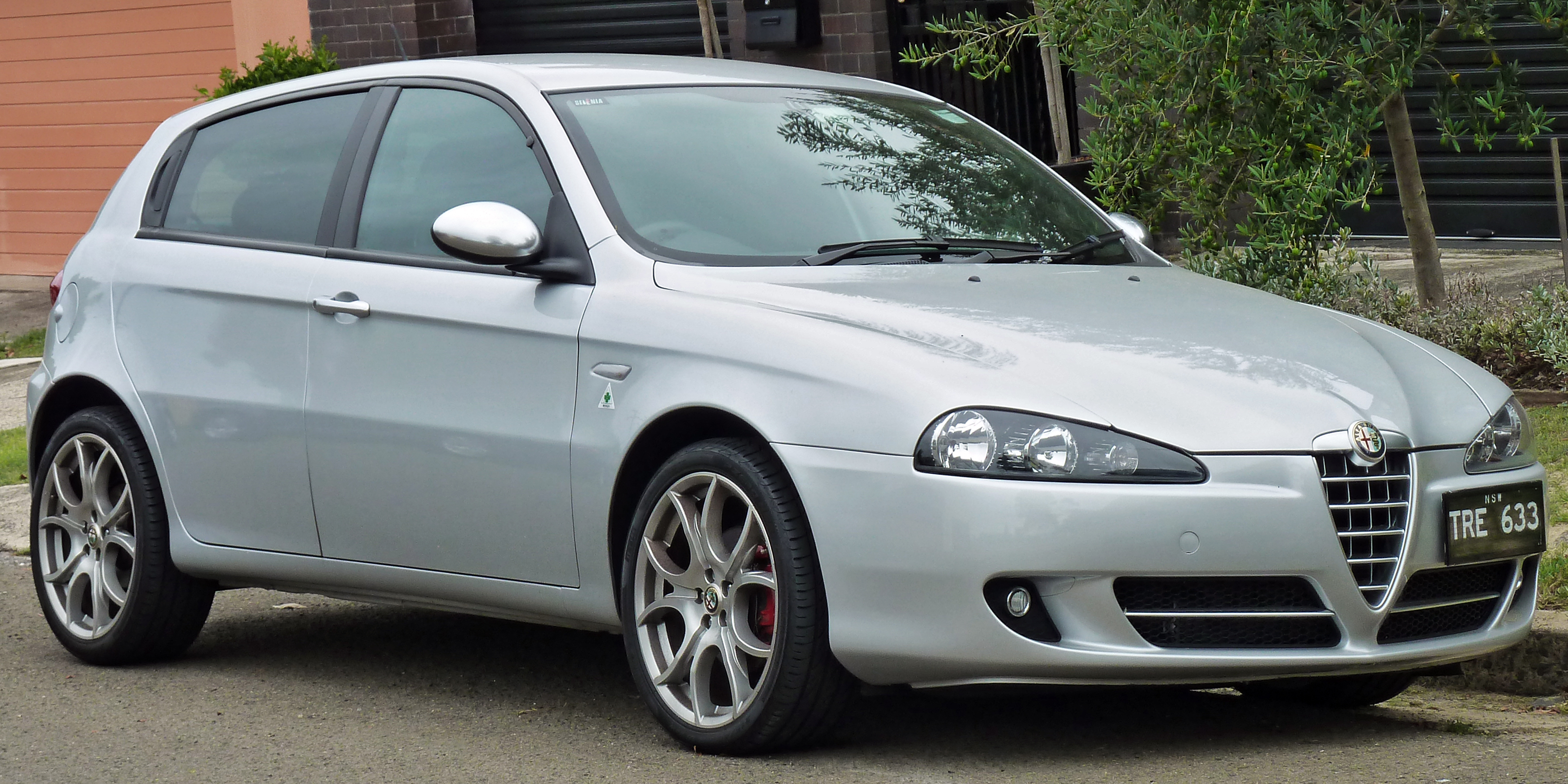
Alfa Romeo 147 (2006–2010)

## Alfa Romeo 147 GTA

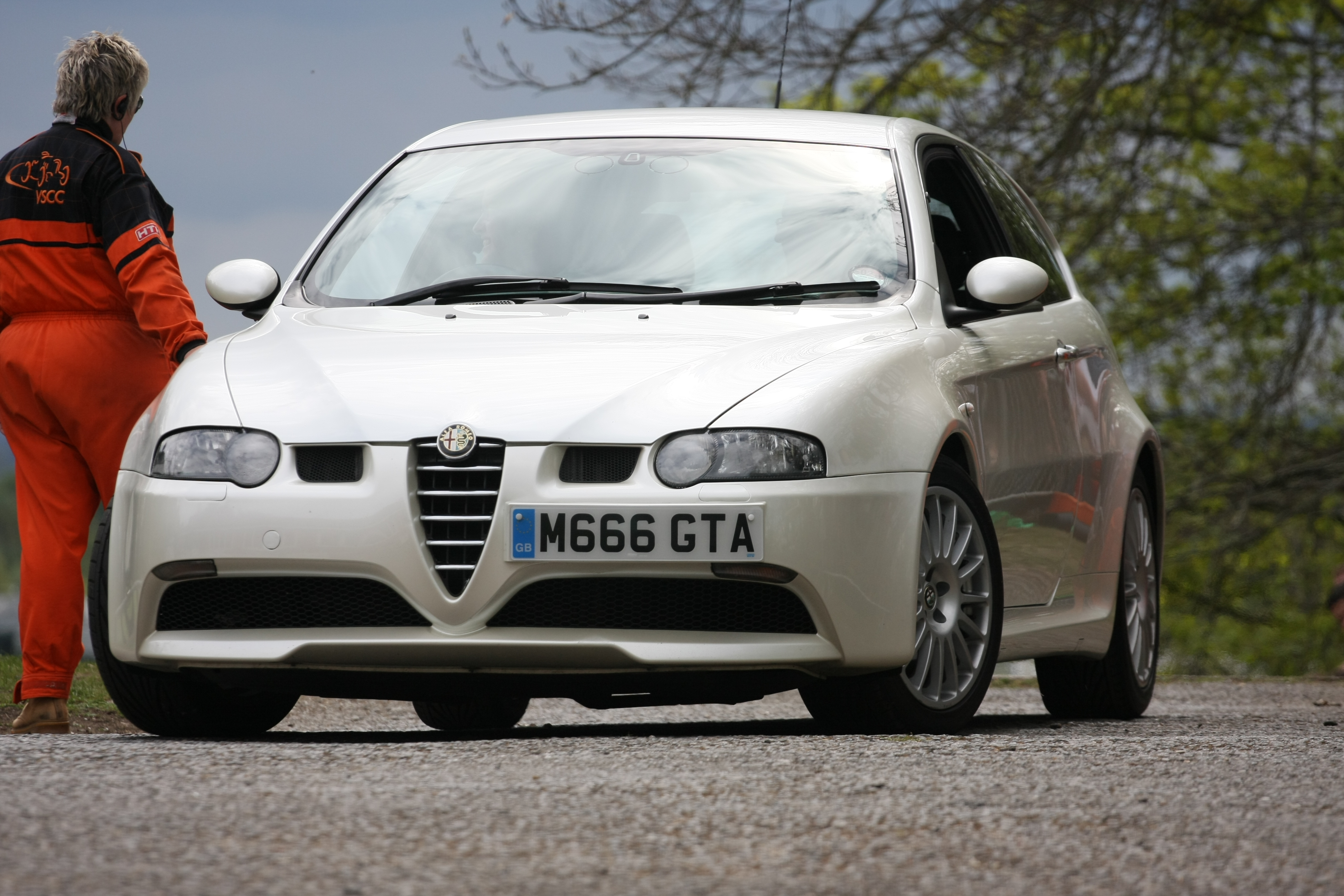
Alfa Romeo 147 GTA

Гарячий хетчбек Alfa Romeo 147 GTA був представлений в 2002 році. GTA оснащувалася бензиновим двигуном V6 об'ємом 3,2 л, що видає 250 к.с. (184 кВт) і розвиває максимальну швидкість в 246 км/год. Модифікація мала більш широкий кузов (по 15 мм з кожного боку), пристосований під оснащення шинами 225/45R17. Ранні моделі мали 6-ступінчасту механічну коробку передач, пізні оснащувалися системою Selespeed. Всього було побудовано 5,029 моделей GTA. Конкурентами моделі були Volkswagen Golf R32 і Audi S3.
Тюнінг-ательє Autodelta, що базується в Лондоні, представило поліпшену версію GTA з двигуном 3,7 л V6 потужністю 328 к.с. (245 кВт) зі спеціальним диференціалом для передніх коліс. Autodelta також випустила версію з турбонадувом Rotrex, яка видає 400 к.с. (300 кВт).

## Двигуни
- Бензинові

| Двигун  | Об'єм [см³] | Потужність [к.с.] при об/хв | Крутний момент [Нм] при об/хв | Циліндри | Клапани |
| ------- | ----------- | --------------------------- | ----------------------------- | -------- | ------- |
| 1.6 105 | 1598        | 105/5600                    | 140/4200                      | R4       | 16      |
| 1.6 120 | 1598        | 120/6200                    | 146/4200                      | R4       | 16      |
| 2.0     | 1970        | 150/6300                    | 181/3800                      | R4       | 16      |
| 3.2 GTA | 3179        | 250/6200                    | 300/4800                      | V6       | 24      |

- Дизельні

| Двигун      | Об'єм [см³] | Потужність [к.с.] при об/хв | Крутний момент [Нм] при об/хв | Циліндри | Клапани |
| ----------- | ----------- | --------------------------- | ----------------------------- | -------- | ------- |
| 1.9 JTD 100 | 1910        | 100/4000                    | 200/2000                      | R4       | 8       |
| 1.9 JTD 115 | 1910        | 115/4000                    | 275/2000                      | R4       | 8       |
| 1.9 JTD 120 | 1910        | 120/4000                    | 280/2000                      | R4       | 8       |
| 1.9 JTD 140 | 1910        | 140/4000                    | 305/2000                      | R4       | 16      |
| 1.9 JTD 150 | 1910        | 150/4000                    | 305/2000                      | R4       | 16      |
| 1.9 JTD 170 | 1910        | 170/4000                    | 330/2000                      | R4       | 16      |

- Характеристики

| Двигун      | Розгін 0-100 км/год [с] | Швидкість макс. [км/год] | Витрата палива [л/100км] | Викид CO2 [г/км] |
| ----------- | ----------------------- | ------------------------ | ------------------------ | ---------------- |
| 1.6 105     | 11,3                    | 185                      | 8,1                      | 196              |
| 1.6 120     | 10,6                    | 195                      | 8,2                      | 194              |
| 2.0         | 9,3                     | 208                      | 8,9                      | 211              |
| 3.2 GTA     | 6,3                     | 246                      | 12,1                     | b.d.             |
| 1.9 JTD 100 | 12,1                    | 183                      | 5,7                      | b.d.             |
| 1.9 JTD 115 | 9,9                     | 191                      | 5,8                      | b.d.             |
| 1.9 JTD 120 | 9,6                     | 193                      | 5,8                      | 155              |
| 1.9 JTD 140 | 9,1                     | 206                      | 5,9                      | b.d.             |
| 1.9 JTD 150 | 8,8                     | 208                      | 5,9                      | 157              |
| 1.9 JTD 170 | 8,0                     | 215                      | b.d                      | b.d              |